# Guibourtia coleosperma
Guibourtia coleosperma är en ärtväxtart som först beskrevs av George Bentham, och fick sitt nu gällande namn av Emery Clarence Leonard. Guibourtia coleosperma ingår i släktet Guibourtia och familjen ärtväxter. Inga underarter finns listade i Catalogue of Life.

## Bildgalleri

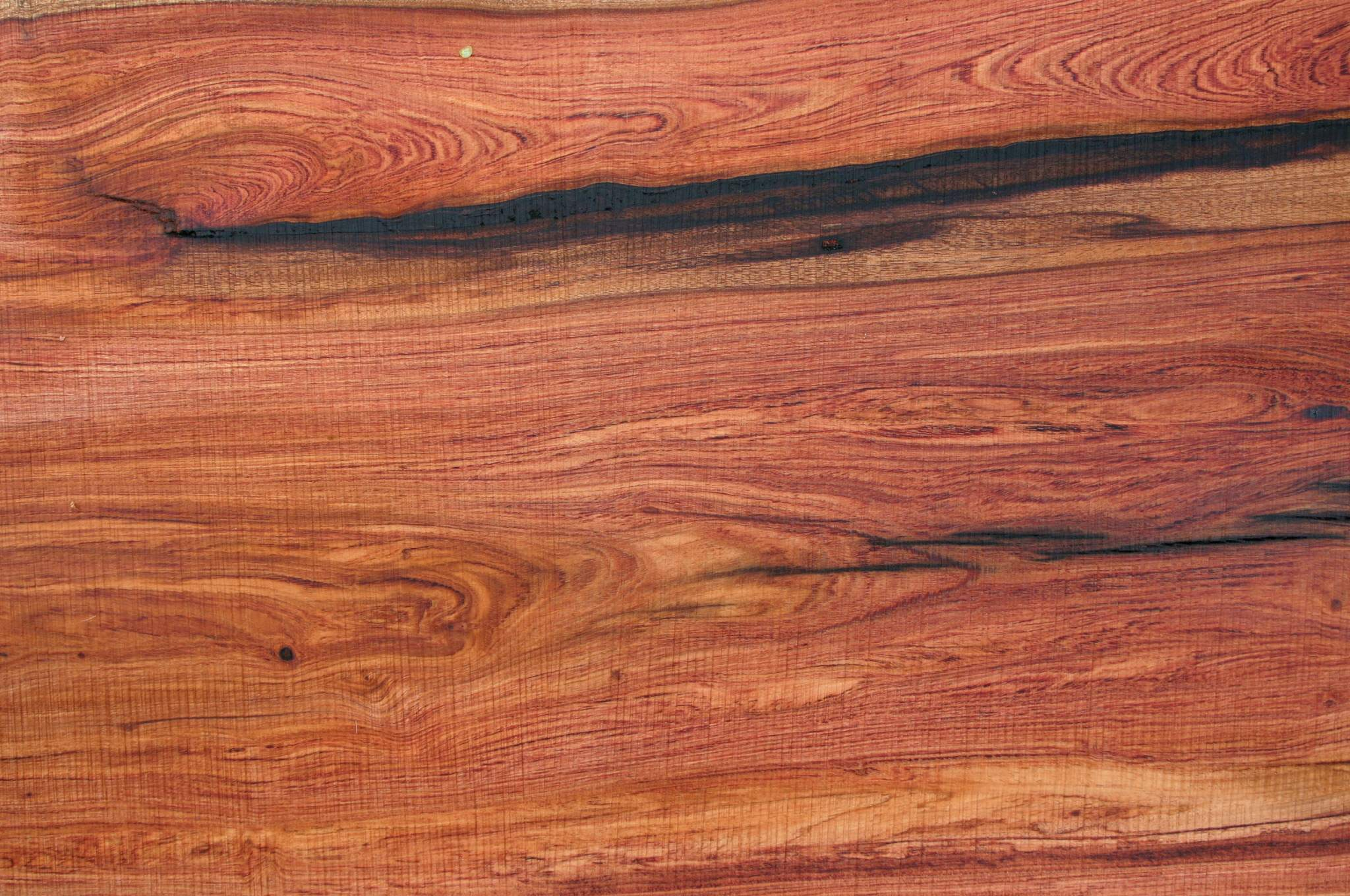
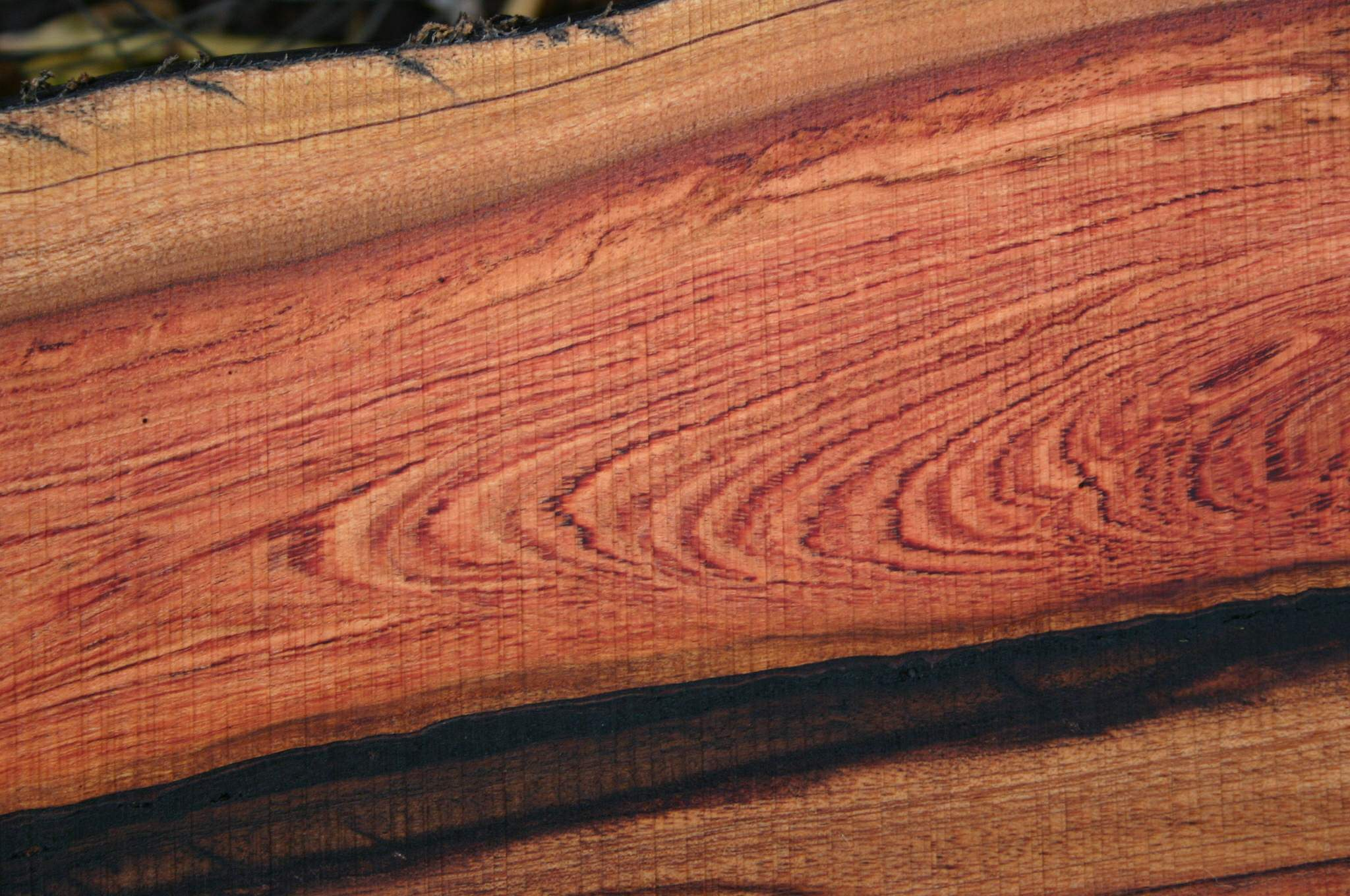